# Spilogona obscuripennis
Spilogona obscuripennis este o specie de muște din genul Spilogona, familia Muscidae. A fost descrisă pentru prima dată de Stein în anul 1916. Conform Catalogue of Life specia Spilogona obscuripennis nu are subspecii cunoscute.